# آفي آراد

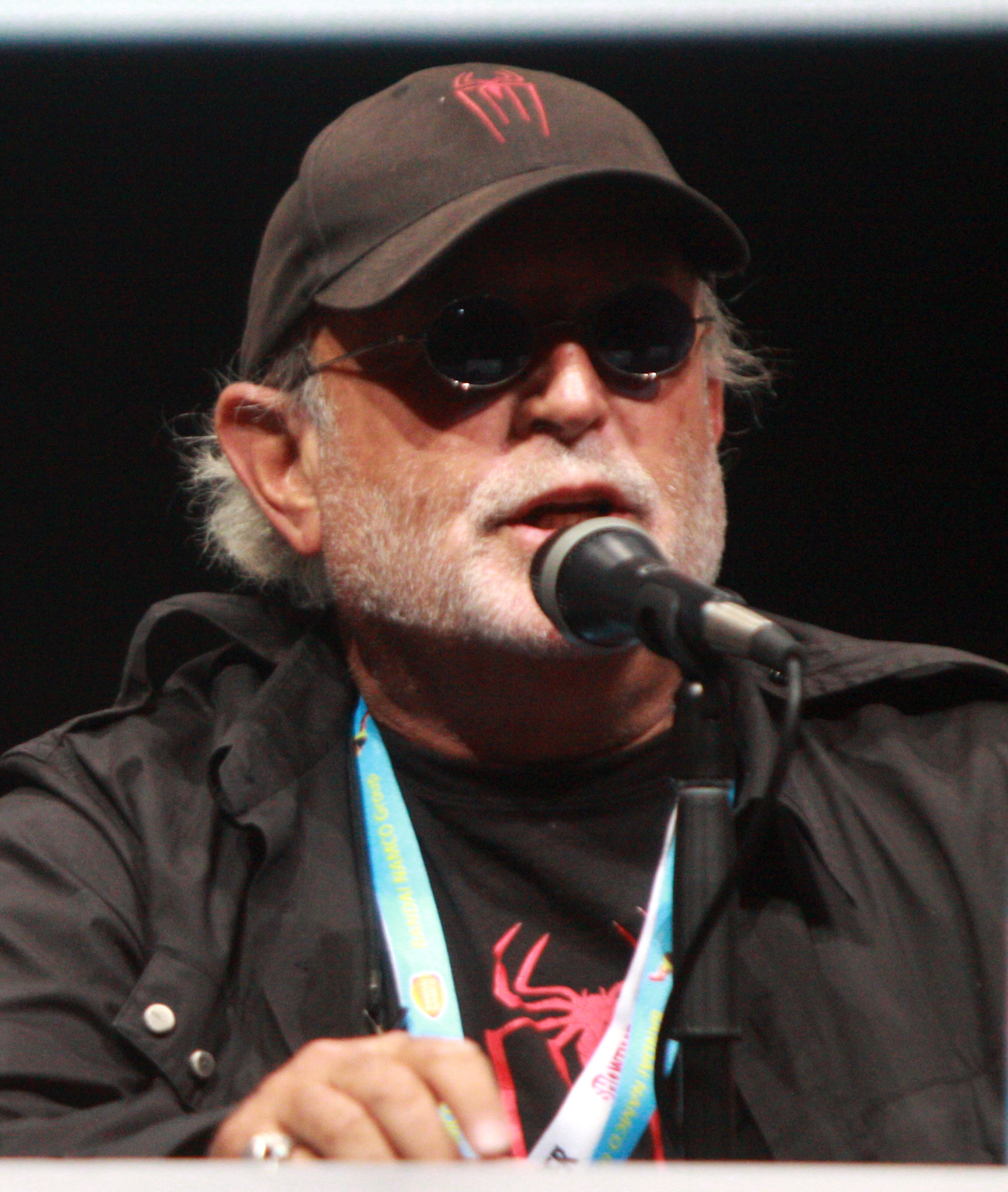

افي أراد (ولد في الأول من آب عام 1950)هو رجل أعمال إسرائيلي - أمريكي. أصبح رئيس مجلس إدارة شركة توي بيز في التسعينيات، وسرعان ما أصبح بعد ذلك المدير الابداعي ل مارفل انترتاينمنت، ومن ثم تدرج ليصبح مديرا وثم عضو مجلس إدارة واخيرا أصبح رئيس مجلس إدارة مارفل انترتاينمنت ومؤسس ستوديوهات مارفل.

## بداية حياته ومسيرته
ولد أراد في إسرائيل لأبوين مهاجرين من بولندا خلال حرب 1948. امضى طفولته بإسرائيل وتربى على قصص سوبرمان وسبايدرمان المصورة المترجمة إلى العبرية. عام 1965 التحق بقوات الدفاع الإسرائيلية. حارب واصيب بجروح في حرب الستة أيام عام 1967، وامضى بعدها 15 يوما للتعافي من الإصابة. انهى أراد خدمته العسكرية عام 1968.
في عام 1970 انتقل أراد للعيش في الولايات المتحدة والتحق بجامعة هوفسترا لدراسة الإدارة الصناعية. عمل كسائق شاحنة ومدرس لغة عبرية ليغطي تكاليف دراسته، وحصل على درجة البكالوريوس عام 1972.

## مارفيل كوميكس
دخل أراد هو وشريكه في شركة توي بيز في صراع مع كارل ايكان ورون بيرلمان بخصوص السيطرة على مارفل كوميكس على خلفية افلاسها عام 1996. وانتهى النزاع باحتياز شركة توي بيز على مارفل كوميكس في صفقة معقدة اشتملت على الحصول على حقوق ملكية سبايدرمان وغيره من الأبطال الخارقين الذين بيعت حقوقهم سابقا. كان أراد مشاركا في إخراج مارفل من الإفلاس وتوسيع الشركة من خلال اعطاء الترخيصات والافلم المبنية على القصص المصورة.

## الافلام التي انتجها
- ذا بونيشر
- فينوم

كينغ ارثر اند نايتس اوف جستس

دوبل دراغون

ذا بوتس ماستر

ايرون مان

فانتاستيك فور

ذا انركريدبل هالك

اكس مين

بلايد

غوست رايدر

## وصلات خارجية
- آفي آراد على موقع IMDb (الإنجليزية)
- آفي آراد على موقع ألو سيني (الفرنسية)
- آفي آراد على موقع ميوزك برينز (الإنجليزية)
- آفي آراد على موقع أول موفي (الإنجليزية)
- آفي آراد على موقع بوكس أوفيس موجو (الإنجليزية)
- آفي آراد على موقع قاعدة بيانات الأفلام السويدية (السويدية)
- آفي آراد على موقع قاعدة بيانات الفيلم (الإنجليزية)
- آفي آراد على موقع كينوبويسك (الروسية)

1. 1 2 3   http://usatoday30.usatoday.com/life/movies/news/2003-06-05-marvel_x.htm. {{استشهاد ويب}}: |url= بحاجة لعنوان (مساعدة) والوسيط |title= غير موجود أو فارغ (من ويكي بيانات) (مساعدة)